# Захаров, Александр Иванович (художник)
Алекса́ндр Иванович Заха́ров (1667 — 15 марта 1743 года) — русский живописец.

## Биография
Родился в 1667 году. Согласно другим источникам родился в 1669 году.
Известно, что в марте 1694 года в Москве он расписывал по красному золоту деревянные точеные яйца, а 2 августа того же года «живописного письма ученика Александра Захарова» было велено написать 2 картины из серии картин в палаты Петра I — «к государю Петру Алексеевичу в хоромы, живописным письмом, самым добрым мастерством, 23 картины, против немецкого образца, бои полевые».
В 1703—1705 годах числился учеником живописного письма. В 1709 году вместе с другим живописцем Оружейной палаты Леонтием Фёдоровым просил о выдаче награды за работу в доме князя А. Д. Меньшикова у росписи палат и у триумфа Серпуховских ворот.
В 1711 году был переведен в Оружейную канцелярию Санкт-Петербурга, где числится в 1715 году с окладом 60 рублей и 25 юфтей хлеба и занимал второе место после И. Одольского. В 1721 году работал от Канцелярии от строений в Петергофе. В 1721 году он получал «60 рублей деньгами и 25 юфтей муки», а в 1723 году — 90 рублей.

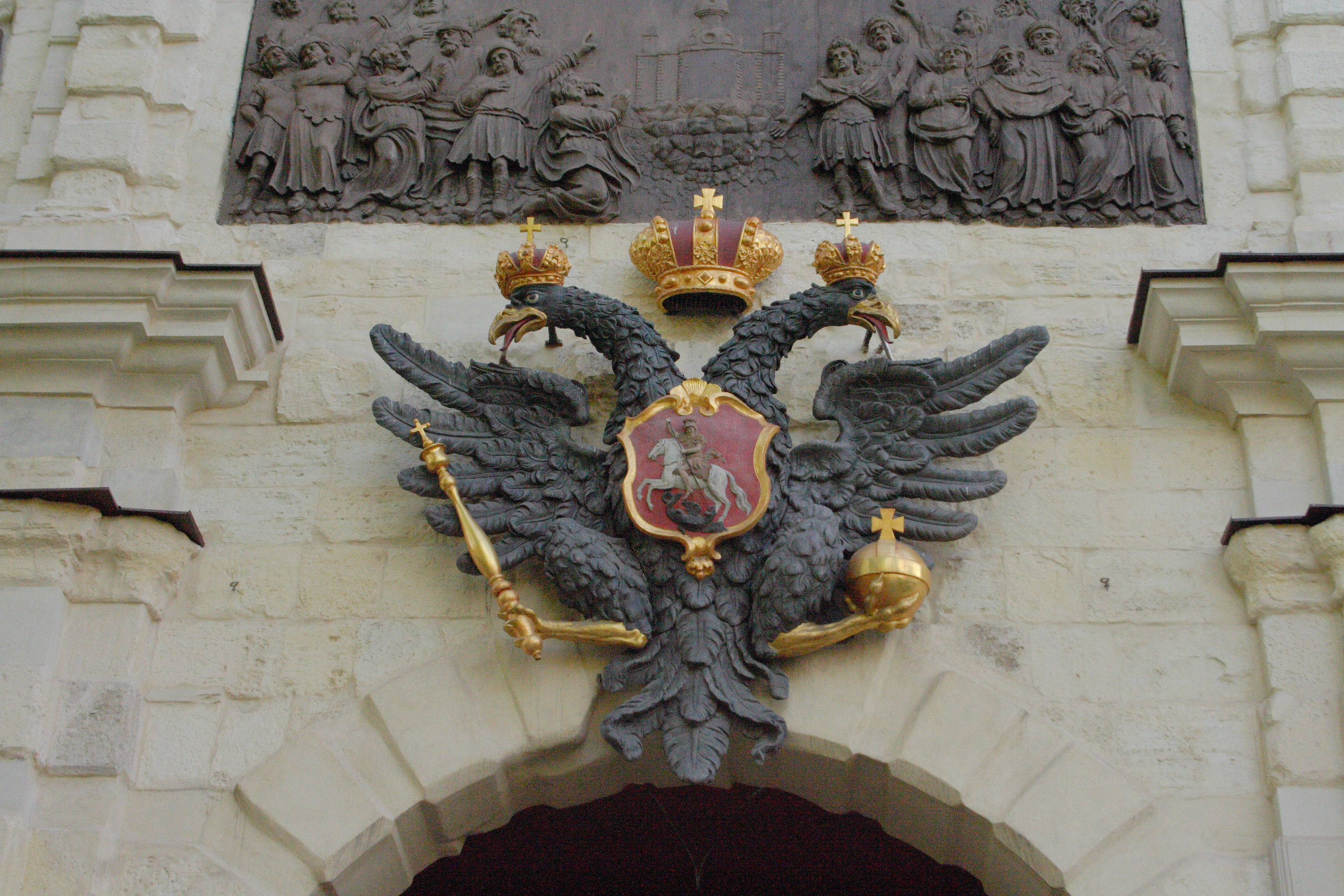
Фигура двуглавого орла на Петровских воротах Петропавловской крепости

Как в Москве, так и в Петербурге Захарову приходилось вместе с писанием картин «самым добрым мастерством» расписывать точеные яйца и живописную работу соединять с работою золотильщика и маляра, причем в золочении он иногда брал верх над иностранными мастерами, а иногда вызывал гнев Петра Великого. В 1722 году красил и золотил в Петропавловском соборе. Так, известно, что в 1723 году Александр Захаров вместе с позолотчиком Иваном Уваровым покрасили свинцовую фигуру двуглавого орла на Петровских воротах Петропавловской крепости в чёрный цвет и позолотили короны, скипетр, державу, детали щита.
В 1724 году имел собственный двор «на петербургском острову в Посацкой улице», при нём состояли два ученика: Егор Моченый и Василий Морозов. Известно, что в том же году он заведовал окраскою крыш и карнизов «в гошпитали», в красных хоромах на Петербургской стороне, в Летнем дворце и в Дубках.
В 1728 году по подряду для Петропавловского собора он написал картину «Беседа Христова с самарянкою при кладезе». В 1729 году получал оклад 90 рублей, но уже в 1731 году удачно ходатайствовал о прибавке, и стал получать 200 рублей. Почти всегда работал с Андреем Матвеевым, вместе с ним свидетельствовал от Канцелярии от строений различные живописные работы.
В 1730 году он свидетельствовал работы Петра Зыбина и Дмитрия Соловьева, определял достоинство представленных в канцелярию строений красок. В 1731 году написал ряд картин для триумфальных ворот, воздвигнутых для встречи в Петербурге императрицы Анны Иоанновны.
В 1733—39 годах принимал участие в написании образов для церкви Симеона и Анны и для «нового зимнего дворца». Он участвовал в росписи плафонов («подволочных картин») Монплезира и Нового Зимнего дома. Кроме того, ему приписываются росписи стен и десюдепортов Зелёного кабинета в Летнем дворце Петра I.
С 1742 года именовался в документах живописным мастером. В том же году написал новые картины для триумфальных ворот, воздвигнутых для встречи в Петербурге императрицы Елизаветы Петровны.
Умер 15 марта 1743 года. Работ Захарова до нашего времени не сохранилось.

## Оценки
24 ноября 1731 года Александру Захарову был выдан аттестат, подписанный художником Андреем Матвеевым и архитекторами Доменико Трезини и Михаилом Земцовым:

В живописной работе в заданных ему историях как божественных, так светских за обыкновение справлять может без нужды, в золотарном же как на полюмент золотом и серебром и поталью, к тому ж прикрывание фернизом преизрядно превзошел, как доброму и искусному мастеру надлежит, которые его работы во многих местах и в святых церквах и в домах Её Императорского Величества видимы

## Энциклопедический словарь Брокгауза и Ефрона

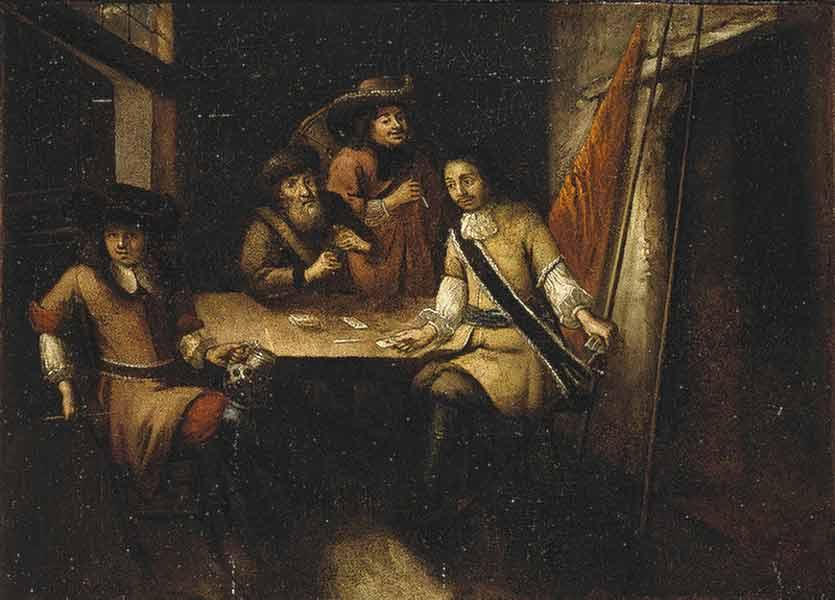
Беседа Петра I в Голландии. Неизвестный голландский художник. 1690-е годы. Государственный Эрмитаж

В энциклопедическом словаре Брокгауза и Ефрона в статье «Захаров, русские художники» упоминается Александр Захаров, умерший в 1737 году. Многие сведения указанные в словаре не подтверждаются другими источниками. Так, согласно авторам словаря Захаров был одним из первых русских молодых людей, посланных Петром Великим для их совершенствования в искусстве за границу. Посетил Голландию и Италию, занимался в Риме копированием картин знаменитых мастеров и присылал свои работы в Петербург.
Отдельно в статье упоминается о портрете Петра I в кожаной куртке, написанном Александром Захаровым. Согласно другим источникам, Петр I изображен в кожаной куртке на картине «Беседа Петра I Голландии», написанной неизвестным голландским художником в конце XVII века. На картине изображен Пётр I, играющий в карты в жёлтой кожаной куртке без украшений с рукавами до локтя. Сейчас картина находится в Эрмитаже, куда попала из коллекции князя Б. И. Куракина.